# Acentrogobius
Acentrogobius es un género de peces de la familia de los Gobiidae en el orden de los Perciformes.

## Especies
- Acentrogobius audax (Smith, 1959)
- Acentrogobius bontii (Bleeker, 1849)
- Acentrogobius caninus (Valenciennes, 1837)
- Acentrogobius chlorostigmatoides (Bleeker, 1849)
- Acentrogobius dayi (Koumans, 1941)
- Acentrogobius ennorensis (Menon & Rema Devi, 1980)
- Acentrogobius griseus (Day, 1876)
- Acentrogobius janthinopterus (Bleeker, 1852)
- Acentrogobius masoni (Day, 1873)
- Acentrogobius multifasciatus (Herre, 1927)
- Acentrogobius nebulosus
- Acentrogobius pellidebilis (Lee & Kim, 1992)
- Acentrogobius pflaumii (Bleeker, 1853)
- Acentrogobius pyrops (Whitley, 1954)
- Acentrogobius simplex (Sauvage, 1880)
- Acentrogobius suluensis (Herre, 1927)
- Acentrogobius therezieni (Kiener, 1963)[
- Acentrogobius viganensis (Steindachner, 1893)
- Acentrogobius viridipunctatus (Valenciennes, 1837